# Tenkara
Als Tenkara bezeichnet man eine japanische Art des Fischens mit langen, weichen und äußerst filigranen Teleskopruten aus kohlenstofffaserverstärktem Kunstharz. An deren Spitze befestigt wird eine dünne, meist monofile Wurfschnur, die ungefähr so lang ist wie die Rute selbst, sowie ein kurzes Vorfach mit einer einzelnen künstlichen Fliege. Während des Fischens wird die Rute so steil gehalten, dass nur das Vorfach die Wasseroberfläche berührt. Für die Tenkara-Fischerei ist nur wenig Material erforderlich.
Bei Tenkara wird weit im Oberlauf eines Flusses mit künstlichen Fliegen auf Salmoniden gefischt, und zwar mit einer langen Rute ohne Rolle. Das Naturerlebnis ist dabei genauso wichtig wie das gemeinschaftliche Erlebnis und die Technik. Tenkara ist allerdings auch in Japan eine Nischenerscheinung. Die meisten japanischen Flugangler benutzen westliche Fliegenruten und -rollen.

## Etymologie
Die Herkunft und die genaue Bedeutung des Begriffes Tenkara (テンカラ oder てんから) ist nicht endgültig geklärt. Als gesichert gilt, dass der Begriff aus zwei japanischen Schriftzeichen des Katakana- beziehungsweise Hiragana-Alphabets gebildet wird, die kombiniert „vom Himmel“ bedeuten. Ein eigenes Kanji (ein ursprünglich chinesisches Piktogramm) existiert für den Begriff Tenkara nicht.

## Geschichte
Aufgrund der begrenzten landwirtschaftlichen Fläche in Japan hatte die Fischerei im Meer, aber auch in den Bergflüssen von jeher eine hohe Bedeutung für die Versorgung der Bewohner. Die dort vorkommenden Salmoniden waren hochgeschätzte Speisefische. Die ersten Tenkara-Angler vor rund zwei- bis dreihundert Jahren waren Berufsfischer, die mit ihrem Fang entweder ihre eigenen Familien ernährten oder ihn zum Teil auch verkauften. Die Ausrüstung der ursprünglichen Tenkara-Berufsfischer war einfach: Ruten aus Bambus, Schnüre aus verzwirntem Pferdehaar, einfachste künstliche Fliegen aus Naturmaterialien.
Der erste schriftliche Nachweis über die japanische Gebirgsfischerei stammt von Ernest Satow, einem in Asien weit gereisten Linguisten, Botaniker und Bergsteiger aus Großbritannien. In einem seiner Reisetagebücher erwähnte er 1877/78 in diversen Einträgen das Fischen mit künstlichen Fliegen. Diese Tagebucheinträge gelten als erster schriftlicher Nachweis für das Tenkara-Fischen.